# Método de ovulação Billings
O método de ovulação Billings é um método no qual as mulheres usam o muco vaginal para determinar a sua fertilidade. O método não depende da presença da ovulação. Ao invés disso, identifica padrões de fertilidade potencial e infertilidade óbvia dentro do ciclo, seja qual for o seu comprimento. A eficácia do método, no entanto, não é muito clara.

## Evidências
As evidências de eficácia não são muito claras. O uso típico do método é associado com uma taxa de gravidez de 1% a 22%. Um estudo da Organização Mundial da Saúde constatou que 15% é causado por uma decisão consciente de abandono do método. O percentual de pessoas que param de usar o método depois de um ano fica entre 1 e 24%. Estima-se que o uso perfeito   possa resultar em gravidez de 0,5 a 3%. Alguns estudos de uso perfeito excluíram participantes que não podiam detectar secreções que representavam a fertilidade.